# サラワク州

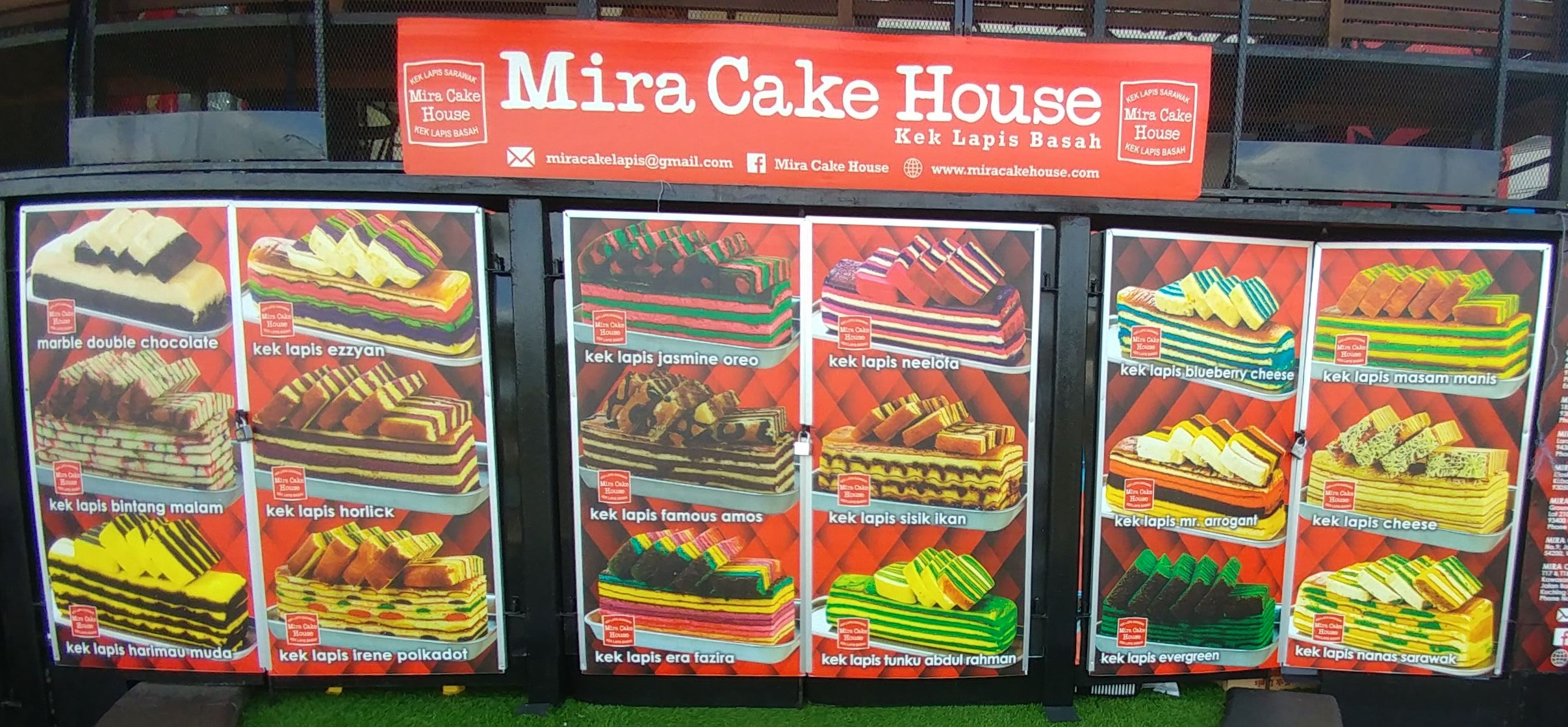
サラワク州の名菓。ケク・ラピ ス(サラワク・レイヤーケーキ)。

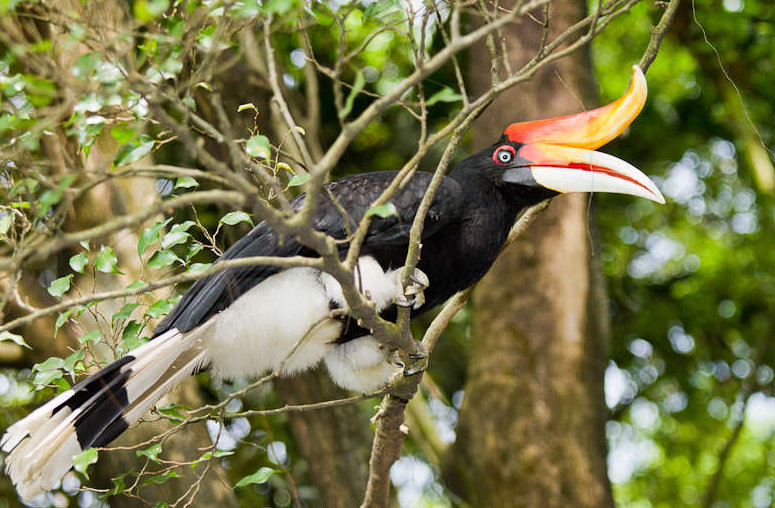
サラワク州の州鳥であるサイチョウ

サラワク州（サラワクしゅう、ラテン文字：Sarawak, ジャウィ：سراوق, 中国語：砂拉越）は、マレーシアの州。

## 概要
ボルネオ島にあるマレーシア領の西側3分の2を占める。州都はクチン。マレーシア国内において高度な自治権を有しており、州外との行き来には入境管理が行われ、マレーシア国民であってもMyKadと呼ばれる身分証明書が必要となる。

## 歴史
1963年、サバ州やシンガポールとともにマラヤ連邦と統合してマレーシアを結成した。

## 地理
マレーシアの国土の37.5%を占める。ボルネオ島の海岸線750kmに渡り、島の相当部分のインドネシア領とは中央山脈で隔てられる。サラワク、サリバス、ラジャン等の川が南シナ海に注ぐ。地形的に、海岸湿地・丘陵・山地に分けられる。クチンやシブの街は海岸から少し入った川沿いの丘陵地帯にある。ビンツルやミリは海岸に近い丘陵にある。

## 州政府の地域行政区分
サラワク州は11の広域行政地域（マレー語：Bahagian, 英語：Division） に分けられる。以前は、地名ではなく番号で呼ばれていた。
1. ベトン省（英語版）（Bahagian Betong） - 旧・第11省
  1. ベトン郡（Daerah Betong）	
    1. ドゥバッ支郡（Daerah Kecil Debak）
    2. マルダム支郡（Daerah Kecil Maludam）
    3. プサ支郡（Daerah Kecil Pusa）
    4. スパオ支郡（Daerah Kecil Spaoh）

  2. サラトッ郡（Daerah Saratok）	
    1. ブドゥ支郡（Daerah Kecil Budu）
    2. カボン支郡（Daerah Kecil Kabong）
    3. ロバン支郡（Daerah Kecil Roban）
2. ビントゥル省（英語版）（Bahagian Bintulu） - 旧・第9省
  1. ビントゥル郡（Daerah Bintulu）
    1. スバウ支郡（Daerah Kecil Sebauh）

  2. タタウ郡（Daerah Tatau）
3. カピッ省（英語版）（Bahagian Kapit） - 旧・第7省
  1. ブラガ郡（Daerah Belaga）	
    1. スンガイ・アサップ支郡（Daerah Kecil Sungai Asap）

  2. カピッ郡（Daerah Kapit）
    1. ナンガ・メリッ支郡（Daerah Kecil Nanga Merit）

  3. ソン郡（Daerah Song）
4. クチン省（英語版）（Bahagian Kuching） - 旧・第1省
  1. バウ郡（Daerah Bau）
  2. クチン郡（Daerah Kuching）	
    1. パダワン支郡（Daerah Kecil Padawan）
    2. シブラン支郡（Daerah Kecil Siburan）

  3. ルンドゥ郡（Daerah Lundu）
    1. スマタン支郡（Daerah Kecil Sematan）
5. リンバン省（英語版）（Bahagian Limbang） - 旧・第5省
  1. ラワス郡（Daerah Lawas）
    1. スンダル支郡（Daerah Kecil Sundar）
    2. トルサン支郡（Daerah Kecil Trusan）

  2. リンバン郡（Daerah Limbang	）
    1. ナンガ・メダミッ支郡（Daerah Kecil Nanga Medamit）
6. ミリ省（英語版）（Bahagian Miri） - 旧・第4省
  1. マルディ郡（英語版） (Daerah Marudi)
  2. ミリ郡（マレー語版） (Daerah Miri) - ミリ
    1. ブルル支郡（マレー語版）（Daerah Kecil Beluru）
    2. ロン・ラマ支郡（Daerah Kecil Long Lama）
    3. ニア-スアイ支郡（Daerah Kecil Niah-Suai）
    4. シブティ支郡（Daerah Kecil Sibuti）
7. ムカ省（英語版）（Bahagian Mukah） - 旧・第10省
  1. ダラッ郡（Daerah Dalat）
    1. オヤ支郡（Daerah Kecil Oya）

  2. ダロ郡（Daerah Daro）
    1. ブラワイ支郡（Daerah Kecil Belawai）

  3. マトゥ郡（Daerah Matu）
    1. イガン支郡（Daerah Kecil Igan）

  4. ムカ郡（Daerah Mukah）
    1. バリンギアン支郡（Daerah Kecil Balingian）
8. サマラハン省（英語版）（Bahagian Samarahan） - 旧・第8省
  1. アサジャヤ郡（Daerah Asajaya）
  2. サマラハン郡（Daerah Samarahan）
  3. スリアン郡（Daerah Serian）
    1. トゥブドゥ支郡（Daerah Kecil Tebedu）

  4. シムンジャン郡（Daerah Simunjan）
    1. スブヤウ支郡（Daerah Kecil Sebuyau）
9. サリケイ省（英語版）（Bahagian Sarikei） - 旧・第6省
  1. ジュラウ郡（Daerah Julau）
  2. ムラドン郡（Daerah Meradong）
  3. パカン郡（Daerah Pakan）
  4. サリケイ郡（Daerah Sarikei）
10. シブ省（英語版）（Bahagian Sibu） - 旧・第3省
  1. カノウィッ郡（Daerah Kanowit）
  2. スランガウ郡（Daerah Selangau）
  3. シブ郡（Daerah Sibu）
11. スリ・アマン省（英語版）（Bahagian Sri Aman） - 旧・第2省
  1. ルボッ・アントゥ郡（Daerah Lubok Antu）	
    1. エンキリリ支郡（Daerah Kecil Engkilili）

  2. スリ・アマン郡（Daerah Sri Aman）
    1. リンガ支郡（Daerah Kecil Lingga）
    2. パントゥ支郡（Daerah Kecil Pantu）

## 地方自治体
- 首都特別市
  - 北クチン首都特別市（Dewan Bandaraya Kuching Utara）

- 特別市
  - 南クチン特別市（Majlis Bandaraya Kuching Selatan）
  - ミリ特別市（Majlis Bandaraya Miri）

- 市
  - パダワン市（Majlis Perbandaran Padawan）
  - シブ市（Majlis Perbandaran Sibu）

- 町
  - バウ町（Majlis Daerah Bau）
  - ベトン（英語版）（Majlis Daerah Betong）
  - ダラッ-ムカ町（Majlis Daerah Dalat & Mukah）
  - カノウィッ町（Majlis Daerah Kanowit）
  - カピッ町（Majlis Daerah Kapit）
  - ラワス町（Majlis Daerah Lawas）
  - ルアル・バンダル・シブ町（Majlis Daerah Luar Bandar Sibu）
  - ルドッ町（Majlis Daerah Lubok Antu）
  - マラドン-ジュラウ町（Majlis Daerah Maradong & Julau）
  - ルンドゥ町（Majlis Daerah Lundu）
  - マルディ町（Majlis Daerah Marudi）
  - マトゥ-ダロ町（Majlis Daerah Matu & Daro）
  - サマラハン町（Majlis Daerah Samarahan）
  - サラトッ町（Majlis Daerah Saratok）
  - サリケイ町（Majlis Daerah Sarikei）
  - スリアン町（Majlis Daerah Serian）
  - シムンジャン町（Majlis Daerah Simunjan）
  - スリ・アマン町（Majlis Daerah Sri Aman）
  - スビス町（Majlis Daerah Subis）
  - リンバン町（Majlis Daerah Limbang）